# 花四段といっしょ
『花四段といっしょ』（はなよんだんといっしょ）は、増村十七による日本の漫画作品。将棋のプロ棋士を主人公とするコメディ作品で、朝日新聞出版のウェブコミックサイト「アサコミ」にて連載されている。
雑念にとらわれがちな将棋のプロ棋士・花つみれ四段の日常を描くコメディ漫画で、対局中であっても昼食や着信音、動画サイトなどが気になってしまう主人公の姿を中心に、将棋の対局という緊張感ある場面に生活感を持ち込んだ描写がなされている。

## 掲載媒体
本作はウェブ連載のほか、朝日新聞出版の漫画雑誌『Nemuki+』にも掲載されている。

## 書誌情報
- 増村十七 『花四段といっしょ』 朝日新聞出版〈SONORAMA+COMICS〉、既刊5巻（2025年2月20日現在）
  1. 2022年6月7日発売[2]、ISBN 978-4-02-214342-6
  2. 2023年1月20日発売[3]、ISBN 978-4-02-214355-6
  3. 2023年9月20日発売[4]、ISBN 978-4-02-214378-5
  4. 2024年4月19日発売[5]、ISBN 978-4-02-214395-2
  5. 2025年2月20日発売[6]、ISBN 978-4-02-214407-2

## 関連イベント
2022年6月18日、単行本第1巻の発売を記念して、作者の増村十七と、将棋漫画『ひらけ駒!』の作者である南Q太によるトークイベント「将棋をテーマに漫画を描くということ」が青山ブックセンター本店にて開催された。